# Agim Bubeqi
Agim Bubeqi (* 7. April 1963 in Vlora) ist ein ehemaliger albanischer Fußballspieler.

## Karriere

### Verein
Bubeqi verbrachte seine gesamte Profikarriere bei KS Flamurtari Vlora. Während seiner Zeit dort gewann er 1991 die albanische Meisterschaft.

### Nationalmannschaft
Zwischen 1987 und 1989 absolvierte Bubeqi insgesamt sechs Spiele für die albanische Nationalmannschaft, ohne dabei ein Tor zu erzielen. Sein Debüt gab er im April 1987 in einem EM-Qualifikationsspiel gegen Österreich. Sein letztes Länderspiel bestritt er im November 1989 während der Qualifikation zur FIFA-Weltmeisterschaft gegen Polen.

## Privates
Am 16. Juli 2009 wurde Bubeqi in Vlora von der Polizei festgenommen, nachdem er vor einer Bar einen jungen Mann erstochen und vier weitere Personen verletzt hatte.